# Paradrymonia maguirei
Paradrymonia maguirei är en tvåhjärtbladig växtart som beskrevs av Feuillet. Paradrymonia maguirei ingår i släktet Paradrymonia och familjen Gesneriaceae. Inga underarter finns listade i Catalogue of Life.